# Avesnes-en-Bray
Avesnes-en-Bray település Franciaországban, Seine-Maritime megyében. Lakosainak száma 284 fő (2022. január 1.). Avesnes-en-Bray Beauvoir-en-Lyons, Bosc-Hyons, Elbeuf-en-Bray, Ernemont-la-Villette, Gournay-en-Bray és Montroty községekkel határos.

## Népesség
A település népességének változása:
| Lakosok száma | 318  | 312  | 313  | 301  | 296  | 297  | 291  | 288  | 284  |
|               | 2013 | 2015 | 2016 | 2017 | 2018 | 2019 | 2020 | 2021 | 2022 |